# Réduit
Réduit es una película de dramática suiza dirigida por Leon Schwitter.
La película tuvo su estreno mundial en la sección oficial (competencia internacional) de la 37.ª edición del Festival Internacional de Cine de Mar del Plata.

## Sinopsis
En un recoveco perdido en los Alpes suizos, un hombre disfruta junto a su hijo, Benny, de unas vacaciones alejadas de las distracciones de la vida moderna. Tras varios días de conexión con la naturaleza y de aprender el oficio de la autosubsistencia, Benny comprende que las vacaciones se extienden sin razón y que su padre no tiene ninguna intención de devolverlo a su madre y, mucho menos, a la civilización. Secuestrado en una cabaña devenida en búnker, Benny se enfrenta a una angustia menos ligada al temor por su propia seguridad que a presenciar el derrumbe emocional de su padre, un hombre obsesionado con defender su rol de protector y con salvarlo de un inminente apocalipsis climático. Lo sublime puede volverse hostil fácilmente, y en las montañas nevadas que rodean la cabaña confluyen al mismo tiempo el desconsuelo por un mundo irremediablemente condenado y la enajenación de una masculinidad amenazada.

## Elenco
- Peter Hottinger como Michael
- Dorian Heiniger como Benny